# Gonia chilonis
Gonia chilonis là một loài ruồi trong họ Tachinidae.